# Wektor Burgersa
Wektor Burgersa – wektor przesunięcia dyslokacji. Określa wartość i kierunek przesunięcia atomów w sieci krystalicznej. Wektor Burgersa jest stały w każdym punkcie pętli dyslokacyjnej.